# Aposta de Pascal

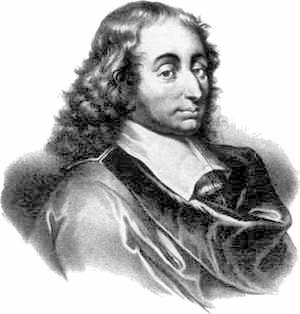
Blaise Pascal

A Aposta de Pascal é uma proposta argumentativa de filosofia apologética criada pelo filósofo, matemático e físico francês do século XVII Blaise Pascal. Ela postula que há mais a ser ganho pela suposição da existência de Deus do que pela não existência de Deus, que uma pessoa racional deveria viver a sua vida de acordo com a perspectiva de que Deus existe, mesmo que seja impossível para a razão nos afirmar tal.
Pascal formula esta aposta de um ponto de vista cristão, e foi publicado na seção 233 do seu livro póstumo Pensées (Pensamentos). Historicamente, foi um trabalho pioneiro no campo da teoria das probabilidades, marcou o primeiro uso formal da teoria da decisão, e antecipou filosofias futuras como o existencialismo, pragmatismo e voluntarismo.

## A aposta
Este argumento tem o formato que se segue:
- se acreditar em Deus e estiver certo, terei um ganho infinito;
- se acreditar em Deus e estiver errado, terei uma perda finita;
- se não acreditar em Deus e estiver certo, terei um ganho finito;
- se não acreditar em Deus e estiver errado, terei uma perda infinita.

### Incapacidade de acreditar
Pascal referenciou a dificuldade que temos em diferenciar a razão e o processo de "racionalidade", pondo em contraste com a ação de genuinamente acreditar em algo, propondo que: " atuar como se [alguém) acreditasse" pode "curar (alguém) de não acreditar".

Mas ao menos reconheça sua incapacidade de acreditar, já que a razão te trouxe a isto, e você não consegue acreditar. Esforce-se para convencer a si mesmo, não através de mais provas de Deus, mas pela redução de suas paixões. Você gostaria de ter fé, mas não sabe o caminho; você quer se curar da descrença, e pede um remédio para isto. Aprenda com aqueles que estiveram presos como você, e que agora apostam todas as suas posses. Existem pessoas que sabem o caminho que você vai seguir, e que se curaram de todas as doenças que você ainda será curado. Siga o caminho através do qual começamos; agindo como se acreditasse, recebendo a água benta, assistindo missas, etc. Até mesmo isto vai te fazer acreditar naturalmente, e acabar com sua resistência.

Pensées Secão III nota 233, página 40, Tradução por Rafael S. T. Vieira
Pascal propõe que se siga um caminho que ele próprio já teria passado, e que é possível se ter autêntica fé com o exercício da mesma.

### Análise através da teoria da decisão
As possibilidades definidas pela aposta de Pascal podem ser pensadas como uma escolha em indecisão  com os valores da matriz de decisão seguinte:
|                    | Deus existe (G)     | Deus não existe (¬G)       |
| Acreditar (B)      | +∞ (ganho infinito) | −1 (perda finita — 1 vida) |
| Não acreditar (¬B) | −∞ (perda infinita) | +1 (ganho finito — 1 vida) |

Assumindo estes valores, a opção de viver como se Deus existisse (B) supera a opção de viver como se Deus não existisse (¬B),desde que se assuma a possibilidade da existência de Deus. Noutras palavras, o valor esperado de se escolher B é maior ou igual àquele de escolher ¬B. A perspectiva do ganho infinito é suficiente para Pascal fazer seu ponto, como ele afirma:

...Mas existe aqui uma infinidade em uma vida infinitamente feliz a se ganhar, uma chance de ganho contra um número finito de chances de perda, e aquilo que você aposta é finito. Tudo é dividido; aonde quer que esteja o infinito, não existe um número infinito de chances de perda contra a chance de ganho, não há tempo para hesitar, você deve apostar tudo.

Pensées Secão III nota 233, página 39, Tradução por Rafael S. T. Vieira
De fato, de acordo com teoria da decisão, o único valor que importa na matriz acima é o +∞ (infinito não negativo). Qualquer matriz do seguinte tipo (em que f1, f2, and f3 são todos números finitos positivos ou negativos) resultam em (B)  ser a única escolha racional. Jeff Jordan argumenta que a aposta também pode ser reescrita como uma tabela de decisão sem considerar os valores infinitos, e segundo Edward McClenen existem, na verdade, 4 versões diferentes para o argumento em Pensées.
|                | Deus existe (G) | Deus não existe (¬G) |
| Crença (B)     | +∞              | f1                   |
| Descrença (¬B) | f2              | f3                   |

## Crítica
As críticas à teoria de Pascal foram constantes desde a sua primeira publicação. Vieram de todos os cantos religiosos, aos ateístas que questionavam os "benefícios" de uma divindade que estaria para além dos limites da razão, e dos religiosos ortodoxos que tomaram desgosto á linguagem deística e agnóstica da aposta. É criticada por não provar a existência de Deus, encorajar a acreditarmos falsamente, e escala o problema de qual Deus seria mais favorável venerar.

### Argumento do Apelo ao Medo
Alguns documentos na internet argumentam que é uma falácia do tipo Argumentum ad metum (ou Argumento pelo/do medo), uma vez que ela afirma que ao não se acreditar no Deus cristão, a perda infinita implicaria ser severamente punido após a morte. Embora o argumento seja sem fundamento, pois Pascal prevê que a decisão pela crença em Deus seja uma escolha baseada em chances e não motivada pelo medo. O argumento de Pascal não tem como objetivo provar que Deus existe ou não, mas convencer o descrente que é uma escolha razoável apostar na sua existência. De fato, o uso do argumento do Apelo ao Medo por críticos apenas reforça a aposta de Pascal, já que este afirma em Pensées:

Os homens desprezam a religião; eles a odeiam, e temem que ela seja verdade. Para remediar isto, nós devemos começar por mostrar que a religião  é contrária a razão; que é venerável, para inspirar respeito a ela; então devemos torná-la amável, para fazer com que bons homens esperem que seja verdade. Finalmente, devemos provar que é verdade.

Pensées Secão III nota 187 página 31, Tradução por Rafael S. T. Vieira
Segundo Jeff Jordan  todo o argumento de Pascal se estrutura na forma de uma aposta, uma decisão tomada em um momento de indecisão. Ainda segundo ele, Pascal assumia que uma pessoa, apenas pela virtude de estar neste mundo, está em uma situação de aposta, e esta aposta envolve sua vida sobre a existência ou não de Deus em um mundo em que Deus pode existir ou não.

### Argumento do Custo
Outro argumento contra o argumento de Pascal, é do Custo. A aposta tentaria nos levar a acreditar em Deus, com o pressuposto que isto é muito vantajoso você estando certo e insignificante se estiver errado. E o preço a pagar por crer não é insignificante,[parcial?] pois a pessoa pode precisar seguir líderes religiosos, seguir dogmas e tradições, e contribuir financeiramente para manter a religião. E mesmo que uma pessoa não tenha religião, mas mantenha fé na existência de algum deus, esta fé poderá ter consequências.
O custo, contudo, de viver-se acreditando em Deus não é considerado na aposta, pois o objeto de aposta é a sua vida. Quando Pascal fala em custo zero em sua aposta, ele se refere ao custo referente a felicidade (entre outros custos específicos que ele cita e lida) na nota 233: "E quanto a sua felicidade? Vamos pesar o ganho e perda em apostar que Deus existe. Vamos estimar essas possibilidades. Se você ganhar, você ganha tudo; se perder, você não perde nada" E ao final de seu discurso na nota 233 ainda afirma:

—Agora, que danos podem cair sobre você ao escolher seu lado?...eu argumentaria que você irá ganhar nesta vida, e que cada passo nesta estrada, você terá cada vez mais certeza do ganho, e muito mais ainda do vazio do que você aposta, que você irá ao menos reconhecer que você apostou por algo certo e infinito, pelo qual você não precisou entregar nada.

Pensées Seção III nota 233, página 40, Tradução por Rafael S. T. Vieira
O erro de Pascal neste argumento, é que não existe nenhum vestígio de que a intensidade da felicidade seja menor entre os que não acreditam na existência de Deus. Pode-se perceber que em sua aposta, supõe-se que o ganho infinito de apostar em Deus supera qualquer custo que possa existir em vida. Pascal ainda argumenta que quanto mais se dedica crer em Deus, menos se enxerga valor nos objetos do mundo, que são passageiros e portanto o custo se torna insignificante.

### Argumento dos Vários Deuses
Um dos argumentos usados contra Pascal é a objeção dos Vários Deuses, e implica que o argumento de Pascal usa da falsa dicotomia, quando reconhece a existência de apenas duas opções, acreditar ou não no deus cristão — ignorando, porém, que existem milhares de outros sistemas de crenças a serem considerados como existentes ou não. A crença no deus errado, de acordo com as religiões do tipo monoteístas do Oriente Médio (Islã, Cristianismo, Judaísmo), é punida da pior maneira possível,[controverso] segundo as escrituras religiosas destas mesmas crenças. Outro fato que se considera, é a existência de "deuses não documentados" com propriedades bem diferentes do que as estipuladas pelas Escrituras, também: onipresença, onisciência, onipotência, benevolência etc. Portanto, as chances de acertar, acreditando no Deus judaico-cristão como sendo o verdadeiro, são muito menores do que o estipulado por Blaise Pascal, que é de 50%.[carece de fontes?]
Em seu Pensée #226, Pascal não se aprofundou no assunto, dizendo que aqueles que argumentam sobre este ponto são céticos que se recusam a buscar a verdade e se contentam em ficar de olhos fechados. Jeff Jordan vai além, defendendo que não há como formular a objeção dos Vários Deuses de forma a realmente refutar o argumento de Pascal. Robert Peterson argumenta que esta objeção quando colocada no contexto da Aposta de Pascal se torna vazia, pois considera apenas 5 páginas de Pensées (com a aposta) e esquece o restante das quase 300 páginas do livro (o número de páginas varia de acordo com a tradução/edição), em que Pascal defende apenas o Deus cristão e dedica um capítulo exclusivo para falar da falsidade de outras religiões. Jeff Jordan ainda arguiu que ao se atribuir uma probabilidade quase nula a todos os outros Deuses, a probabilidade de existência de Deus continua sendo 50% e cita o caso do lançamento de uma moeda:

...Quando alguém lança uma moeda considerada justa, é possível que ela aterrise em seu meio, continue suspensa no ar, desapareça, ou qualquer outro evento bizarro aconteça. Ainda assim, como não há nenhuma razão para acreditar que esses eventos são plausíveis, nós negligenciamos todas essas possibilidades e consideramos apenas a chance da moeda aterrisar sobre o lado da cara ou o lado da coroa

Jordan, Jeff. “The Many-Gods Objection” in Gambling On God, Tradução por Rafael S. T. Vieira
Apesar de plausível e lógico, este argumento ignora o fato de que a aposta não trata de um fenômeno observável e mensurável, como o lançamento de uma moeda. Todos os deuses e sistemas de crenças diferentes são, por sua natureza sobrenatural, inverificáveis, tornando desonesta esta comparação, pois a possibilidade uma moeda cair sobre o lado ou desaparecer são baixíssimas, enquanto a chance de um outro deus existir é igual a chance do deus cristão existir. Outro aspecto importante que deve ser notado durante a leitura dos Pensées sobre as falsas religiões de Pascal é que ele não submete o cristianismo ao mesmo grau de escrutínio e ceticismo com qual trata as demais religiões.

### Argumento da Crença Desonesta
Alguns críticos argumentam que a aposta de Pascal pode ser um argumento para a Crença Desonesta. Além disso, seria absurdo pensar que um Deus, justo e onisciente, não seria capaz de ver atrás da estratégia da parte do "crente", portanto anulando os benefícios da aposta.[parcial?]
Já que essas críticas não estão preocupadas com a validade da aposta em si, mas com o possível resultado — uma pessoa que foi convencida pelo argumento e que ainda não consiga acreditar sinceramente —, elas são consideradas tangenciais ao argumento.  Aquilo que estes críticos estão questionando é tratado posteriormente por Pascal que oferece um conselho para o descrente que concluiu que o único método racional é apostar na existência de Deus, já que apostar não o torna um crente.
Outros críticos arguem que Pascal ignorou que o tipo de caráter epistêmico de Deus certamente valorizaria mais criaturas racionais se ele existisse. Mais especificamente, Richard Carrier apontou uma definição alternativa de Deus que prefere que suas criaturas sejam pesquisadoras honestas e reprova os métodos da Crença Desonesta:

Suponha que exista um Deus que está nos observando e escolhendo que almas dos mortos deve trazer para o céu, e este Deus quer que apenas aqueles que são moralmente bons habitem no céu. Ele provavelmente vai selecionar somente aqueles que fizeram um esforço significante e responsável para descobrir a verdade...Portanto, apenas estas pessoas podem ser suficientemente morais e sinceras para merecer um lugar no paraíso —  ao não ser, que Deus deseje preencher o céu com os moralmente preguiçosos, irresponsáveis ou desonestos.

Richard Carrier, The End of Pascal's Wager: Only Nontheists Go to Heaven
Como já foi exibido acima, em nenhum ponto da aposta Pascal reforça a crença desonesta; Deus, sendo onisciente, não sucumbiria a um truque e recompensaria o enganador.[controverso] Ao invés disso, depois de estabelecer sua aposta, Pascal refere-se a uma pessoa hipotética que já pesou irracionalmente a crença em Deus através da aposta e está convencido da possibilidade, mas ainda não conseguiu acreditar. De novo, como notado acima, Pascal oferece uma maneira de escapar do sentimento que o compele a não crer em Deus depois que a validade da aposta tenha sido firmada. Este caminho é através da disciplina espiritual, estudo e comunidade.
Em termos práticos, portanto, o cenário alternativo em que Deus valoriza apenas a crença racional e dúvida honesta que é proposta por Carrier e outros críticos não é realmente diferente do argumento de Pascal. Na verdade, Pascal é bastante incisivo em sua crítica contra pessoas que são apáticas sobre considerar o problema da existência de Deus.